# Мондэй, Кенни
Кеннет Дейл «Кенни» Мондэй (англ. Kenneth Dale "Kenny" Monday; род. 25 ноября 1961, Талса) — американский борец вольного стиля, чемпион и призёр Олимпийских игр, чемпион мира, призёр розыгрышей Кубка мира, Панамериканский чемпион.

## Биография
Кенни Мондэй начал заниматься борьбой в возрасте шести лет, в послешкольной секции борьбы YMCA. Его кумиром был Уэйн Уэллс. Во время учёбы в школе стал четырёхкратным чемпионом штата и выиграл в 1977 году юниорский чемпионат США. С седьмого класса школы не проигрывал, и на окончание школы имел счёт 140-0-1. Во время обучения в Университете Оклахомы, победил на чемпионате NCAA (1984).
В 1985 году победил на чемпионате США, повторил успех в 1988 году и в том же году завоевал «серебро» на розыгрыше Кубка мира.
На Летних Олимпийских играх 1988 года в Сеуле боролся в категории до 74 килограммов (полусредний вес). Участники турнира, числом в 30 человек в категории, были разделены на две группы. За победу в схватках присуждались баллы, от 4 баллов за чистую победу и 0 баллов за чистое поражение. В каждой группе определялись четыре борца с наибольшими баллами (борьба проходила по системе с выбыванием после двух поражений), они разыгрывали между собой места с первое по восьмое. Победители групп встречались в схватке за первое-второе места, занявшие второе место — за третье-четвёртое места и так далее. Кенни Мондэй уверенно победил в группе, в финале победил советского спортсмена Адлана Вараева и стал олимпийским чемпионом. Высказывалось мнение о том, что судейство в финальной схватке было предвзятым, советская делегация подавала протест, но он даже не был принят к рассмотрению.
| Круг  | Соперник        | Страна                                    | Результат | Основание        | Время схватки |
| ----- | --------------- | ----------------------------------------- | --------- | ---------------- | ------------- |
| 1     | Фитц Уолкер     | Великобритания                            | Победа    | 12-0 (3,5 балла) |               |
| 2     | Альфонсо Хессел | Мексика                                   | Победа    | Туше (4 балла)   | 2:00          |
| 3     | Янош Нажи       | Венгрия                                   | Победа    | 3-2 (3 балла)    |               |
| 4     | Шабан Сейди     | Югославия                                 | Победа    | 4-0 (3 балла)    |               |
| 5     | Гэри Холмс      | Канада                                    | Победа    | 6-0 (3 балла)    |               |
| 6     | Лодоин Енхбайар | Монголия                                  | Победа    | 2-0 (3 балла)    |               |
| 7     | Пекка Раухала   | Финляндия                                 | Победа    | 7-0 (3 балла)    |               |
| Финал | Адлан Вараев    | Союз Советских Социалистических Республик | Победа    | 5-2              |               |

В 1989 году на розыгрыше Кубка мира был вновь вторым, но стал чемпионом мира. В 1990 году выиграл турнир Гранд-мастеров олимпийской борьбы. В 1991 году победил на Панамериканских играх, на чемпионате мира остался вторым и в третий раз стал чемпионом США.
На Летних Олимпийских играх 1992 года в Барселоне боролся в категории до 74 килограммов (полусредний вес). Участники турнира, числом в 18 человек в категории, были разделены на две группы. Регламент, в основном, остался прежним, только в финальные схватки из группы выходили по пять лучших спортсменов в группе. Кенни Мондэй вновь уверенно продвигался по турнирной сетке, но в финале потерпел поражение с минимальным счётом от корейца Пак Джан Суна.
| Круг  | Соперник             | Страна               | Результат | Основание      | Время схватки |
| ----- | -------------------- | -------------------- | --------- | -------------- | ------------- |
| 1     | Милан Ревицкий       | Чехословакия         | Победа    | 2-0 (3 балла)  |               |
| 2     | -                    | -                    | -         | -              |               |
| 3     | Хо Бисгалту          | Китай                | Победа    | 4-0 (3 балла)  |               |
| 4     | Магомедсалам Гаджиев | Объединённая команда | Победа    | 6-0 (3 балла)  |               |
| 5     | Кржиштов Валенчик    | Польша               | Победа    | 2-0 (3 балла)  |               |
| Финал | Пак Джан Сун         | Республика Корея     | Поражение | 0-1 (0 баллов) |               |

В 1996 году стал четырёхкратным чемпионом США.
На Летних Олимпийских играх 1996 года в Атланте боролся в категории до 74 килограммов (полусредний вес). После первого круга, борцы делились на две таблицы: победителей и побеждённых. Победители продолжали бороться между собой, а побеждённые участвовали в утешительных схватках. После двух поражений в предварительных и классификационных (утешительных) раундах, борец выбывал из турнира. В ходе турнира, таким образом, из таблицы побеждённых убывали дважды проигравшие, но она же и пополнялась проигрывающими из таблицы победителей. В конечном итоге, определялись восемь лучших борцов. Не проигравшие ни разу встречались в схватке за 1-2 место, выбывшие в полуфинале встречались с победителями утешительных схваток и победители этих встреч боролись за 3-4 места и так далее. В категории боролись 22 спортсмена. Кенни Мондэй сумел дойти до полуфинала, где потерпел поражение от Бувайсара Сайтиева. В следующей, утешительной схватке, он снова потерпел поражение от японца Такуи Оты, и боролся уже только за 5 место, но и там потерпел поражение.
| Круг                        | Соперник           | Страна   | Результат | Основание                            | Время схватки |
| --------------------------- | ------------------ | -------- | --------- | ------------------------------------ | ------------- |
| 1                           | Альберто Родригес  | Куба     | Победа    | 1-1 (по предпочтению судей) (1 балл) | 8:00          |
| 2                           | Радион Кертанти    | Словакия | Победа    | 5-1 (5 баллов)                       | 5:00          |
| Четвертьфинал               | -                  | -        | -         | -                                    | -             |
| Полуфинал                   | Бувайсар Сайтиев   | Россия   | Поражение | 1-6 (1 балл)                         | 5:00          |
| 6-й классификационный раунд | Такуя Ота          | Япония   | Поражение | 2-4 (1 балл)                         | 7:04          |
| Финал (за 5 место)          | Александр Лайпольд | Германия | Поражение | 0-0 (по предпочтению) (0 баллов)     | 8:00          |

28 марта 1997 года попробовал себя в MMA и во втором раунде одержал победу техническим нокаутом над Джоном Льюисом, обладателем чёрного пояса в бразильском джиу-джитсу, став таким образом чемпионом Extreme Fighting Championship
По окончании карьеры тренировал в Оклахоме.
С апреля 2013 года и на настоящий момент является главным тренером команды бойцов MMA, боксёров и кикбоксеров Blackzilians (известные участники например Гильермо Ригондо, Витор Белфорт, Мэтт Митрион, Алистар Оверим и др.)
Член национального Зала славы борьбы США.